# Atlas Cameræ Magdeburgensis
Der Atlas Cameræ Magdeburgensis, auch Magdeburger Kammeratlas, ist eine kartografische Darstellung von Teilen des Herzogtums Magdeburg aus dem Jahr 1722.
Der Atlas stellt die vermutlich älteste auf einer Landesvermessung resultierende kartografische Darstellung des Herzogtums dar und beinhaltet 73 Grundrisskarten von Ämtern des Herzogtums. Urheber des Atlas ist der Landfeldvermesser Friedrich August Fiedler. Anlass der Arbeit war die Einführung eines neuen Erbpachtsystems für die Ämter und Domänen des Herzogtums. Auf den einzelnen Karten wird daher detailliert der jeweilige Amtsbesitz in den verschiedenen Gemarkungen dargestellt. Es entstanden somit genaue Flurkarten der betroffenen Ämter. Es wird nicht die gesamte Fläche des Herzogtums dargestellt. Die den Karten zugrunde liegenden konkreten Vermessungen erfolgten in der Zeit von 1690 bis 1729. Fiedler gestaltete und fügte die Karten 1722 zusammen. Von ihm selbst stammen dabei fünf der Karten sowie das Inhaltsverzeichnis, der Maßstabsindex, die Maßstabsleisten sowie die Beschriftungen auf der Rückseite der Karten. Viele der übrigen Karten wurden durch den Landmesser Johann Lüders erstellt. Die Namen weiterer drei Kartenzeichner sind nicht überliefert. In späteren Jahren wurde der Atlas von weiteren Personen ergänzt.
Vom Atlas wurden wohl fünf Exemplare angefertigt. Ein gebundenes Exemplar und mehrere einzelne Blätter gelangten 1904 an das Staatsarchiv Magdeburg. Eine erste Erschließung und wissenschaftliche Auswertung der Dokumente erfolgte 1905 durch den Archivar Felix Rosenfeld.
Ende 2005 schlug der Geschäftsführer des Landesheimatbundes Sachsen-Anhalt, Jörn Weinert, dem Landeshauptarchiv in Magdeburg vor den Atlas zu editieren. Im Frühjahr 2009 kam es dann zu einer Kooperationsvereinbarung, in deren Ergebnis die Firma Grafotex Leipzig mit einer Digitalisierung des Originals beauftragt wurde. Nach weiteren Verzögerungen wurde das Projekt im Sommer 2012 abgeschlossen. Die Finanzierung erfolgte weitgehend durch das Land Sachsen-Anhalt. Für die Herausgabe wurde der mitteldeutsche Verlag gewonnen, der auch weitere Teile des wirtschaftlichen Risikos übernahm und die Karten als hochwertige Kunstdrucke im Jahr 2012 veröffentlichte. Die Beschriftungen der Kartenrückseiten sind in der Veröffentlichung nicht berücksichtigt.

## Dargestellte Ämter und Vorwerke
Der Atlas enthält folgende Kartenblätter:
- Amt Aken
- Generalkarte Altenplathow
- Vorwerk Altenweddingen
- Vorwerk Altona
- Amt Alvensleben
- Generalkarte Alvensleben
- Amt Ampfurth
- Amt Athensleben
- Vorwerk Barleben
- Vorwerk Bleckendorf
- Bischofswald und Wüstung Ellersell
- Amt Brachwitz
- Vorwerk Brietzke
- Amt Brumby
- Ämter Calbe und Gottesgnaden
- Feldmark Kamern
- Generalkarte Derben und Ferchland
- Amt Derben
- Seehausenscher See und Drackenstedtscher See
- Vorwerk Drewitz
- Amt Dreileben
- Amt Egeln
- Generalkarte Egeln
- Vorwerk Etgersleben
- Feldmark Ferchland
- Vorwerk Galm
- Amt Giebichenstein
- Giebichensteinsche Amtswiesen in der Radewellschen und der Planenaschen Aue
- Vorwerk Neuhof und Feldmark Glindenberg
- Feldmark Grabow
- Wüstung Güsen
- Vorwerk Havemark
- Amt Helfta
- Vorwerk Hemsdorf
- Amt Hillersleben
- Amtshaus Hillersleben
- Feldmark Hohenwarthe
- Feldmark Kleindemsin
- Amt Kloster Jerichow
- Generalkarte Kloster Jerichow
- Feldmarken Klietz und Klotzendorf
- Vorwerk Klietznick
- Feldmark Krewitz
- Sandausche Haveldörfer Kuhlhausen, Garz und Warnau
- Vorwerk Langenbogen
- Feldmark Lindhorst
- Loburgsche Perzinenzien
- Vorwerk Lödderitz
- Vorwerk Molkenberg
- Feldmark Nordgermersleben
- Vorwerk Ovelgünne
- Amt Petersberg
- Vorwerk Rajoch
- Feldmark Rehberg
- Amt Rosenburg
- Amt Rothenburg
- Feldmark Rottmersleben
- Der große und kleine Rütz
- Amt Sandau
- Sandausche Amtswiesen in der Feldmark Klietz
- Amt Schermcke
- Amt Schönebeck
- Vorwerk Schweinitz
- Amt Sommerschenburg
- Amt Alt-Staßfurt
- Vorwerk Tundersleben
- Amt Ummendorf
- Amt Wanzleben
- Amt Wettin
- Amt Wolmirstedt
- Feldmark Wulkau